# Siete insumergibles
Los siete insumergibles (Unsinkable Seven, en inglés) fue el nombre con el que se les bautizó a los siete pilotos que consiguieron terminar las duras ediciones de 1963 y 1968 del Rally Safari. En ambas ediciones el vencedor fue el piloto keniano de origen polaco, Zbigniew Nowicki a bordo de un Peugeot 404 y junto a Nowicki solo otro piloto llegó a meta en ambas ediciones: Joginder Singh, cuarto en 1963 y quinto en 1968.
El Rally Safari es una competición de rally disputada anualmente desde 1953 en diferentes puntos de la geografía africana. En sus inicios cruzó países como Kenia, Uganda  y Tanzania, aunque el recorrido ha variado mucho con el paso de los años y en la actualidad se compite únicamente por Kenia. Es una prueba atípica, distinta a todas las que se han celebrado en el campeonato del mundo, uno de los más duros y con un formato que se asemeja más a un raid (incluso al París Dakar) que el de un rally convencional. La inexistencia de tramos cronometrados, disputados en carreteras abiertas, la dureza de las condiciones climatológicas y la presencia de múltiples obstáculos como otros vehículos, animales y personas, hacen del Safari una prueba diferente. Las características de sus pistas, varía en función de si llueve o no. Cuando la lluvia hace acto de presencia, las carreteras se embarran, crece el riesgo de se produzcan subidas de ríos y el lodo, muy resbaladizo, penetra en los coches y se pega a los elementos mecánicos provocando averías. Por el contrario, si no llueve, el fino polvo en suspensión, las altas temperaturas y los continuos baches en las carreteras, son los grandes enemigos de los pilotos. La longitud y la dureza de la prueba ha provocado que en muchas ocasiones, piloto y copiloto se alternaran al volante e incluso, algunos equipos decidían enviar a dos pilotos para ganar en competitividad.
Nació como una idea concebida entre Eric Cecil, responsable de las competiciones automovilísticas en las, por entonces colonias británicas del este de África, y su primo Neil Vincent, aficionado al deporte motor. La primera edición tuvo lugar en 1953 y el pretexto del que se sirvieron fue la coronación de la reina Isabel II, que junto a Ian Craigie llevaron a cabo el primer Coronation Rally. Esa edición tuvo su punto de partida y la meta en Nairobi, rodeaba el lago Victoria, atravesaba Uganda y Tanzania y contaba con un itinerario de más de 6.000 km.

## Resultados

### 1963
| Pos. | Piloto           | Copiloto      | Automóvil             | Puntos |
| ---- | ---------------- | ------------- | --------------------- | ------ |
| 1.   | Zbigniew Nowicki | Paddy Cliff   | Peugeot 404           | 185    |
| 2.   | Peter Hughes     | William Young | Ford Anglia           | 264    |
| 3.   | Jim Cardwell     | David Lead    | Mercedes-Benz 220 SEb | 267    |
| 4.   | Joginder Singh   | Jaswant Singh | Fiat 2300             | 290    |
| 5.   | Hugh Lionnet     | Ian Philip    | Peugeot 404           | 304    |
| 6.   | J.S. Bathurst    | Ian Jaffray   | Peugeot 403           | 346    |
| 7.   | Bill Bengry      | Gordon Goby   | Rover P5              | 408    |

### 1968
| Pos. | Piloto           | Copiloto              | Automóvil       | Puntos |
| ---- | ---------------- | --------------------- | --------------- | ------ |
| 1.   | Zbigniew Nowicki | Paddy Cliff           | Peugeot 404     | 686    |
| 2.   | Peter Huth       | Ian Grant             | Lotus Cortina   | 708    |
| 3.   | Kim Mandeville   | Stuart Allison        | Triumph 2000    | 752    |
| 4.   | Mike Armstrong   | Derek Paveley         | Peugeot 404     | 774    |
| 5.   | Joginder Singh   | Richard Bensted-Smith | Nissan Cedric   | 904    |
| 6.   | Robin Ullyate    | Michael Wood          | Ford Cortina GT | 904    |
| 7.   | Lucille Cardwell | Geraldine Davies      | Nissan Cedric   | 1158   |